# Narakorn Kangkratok
Narakorn Kangkratok (thailändisch นรากรณ์ แก่งกระโทก; * 1. April 2003) ist ein thailändischer Fußballspieler.

## Karriere

### Verein
Narakorn Kangkratok stand bis Saisonende 2022/23 beim Drittligisten Samut Prakan FC unter Vertrag. Mit dem Verein aus Samut Prakan spielte er 13-mal in der Bangkok Metropolitan Region der Liga. Im Sommer 2023 wechselte er zum Thai League 2Zweitligisten Ayutthaya United FC. Sein Zweitligadebüt gab Narakhorn Kangkratok am 26. August 2023 (3. Spieltag) im Heimspiel gegen den Aufsteiger Chanthaburi FC. Bei der 1:3-Heimniederlage wurde er in der 66. Minute für den Brasilianer André Luís Leite eingewechselt. Am Ende der Saison 2023/24 belegte er mit dem Klub den sechsten Tabellenplatz und qualifizierte sich somit für die Aufstiegsspiele zur ersten Liga. Hier konnte man sich jedoch nicht durchsetzen. Am Ende der Saison 2024/25 feierte er mit Ayutthaya die Vizemeisterschaft der zweiten Liga sowie den Aufstieg in die erste Liga.

### Nationalmannschaft
Narakorn Kangkratok gab sein Debüt in der thailändischen U23-Nationalmannschaft am 19. März 2025 in einem Freundschaftsspiel gegen die Vereinigten Arabischen Emirate. Bei der 1:0-Niederlage im Grand-Hamad-Stadion stand er in der Startelf und spielte die kompletten 90 Minuten.

## Erfolge
Ayutthaya United FC
- Thailändischer Zweitligavizemeister: 2024/25  ▲